# Bresse

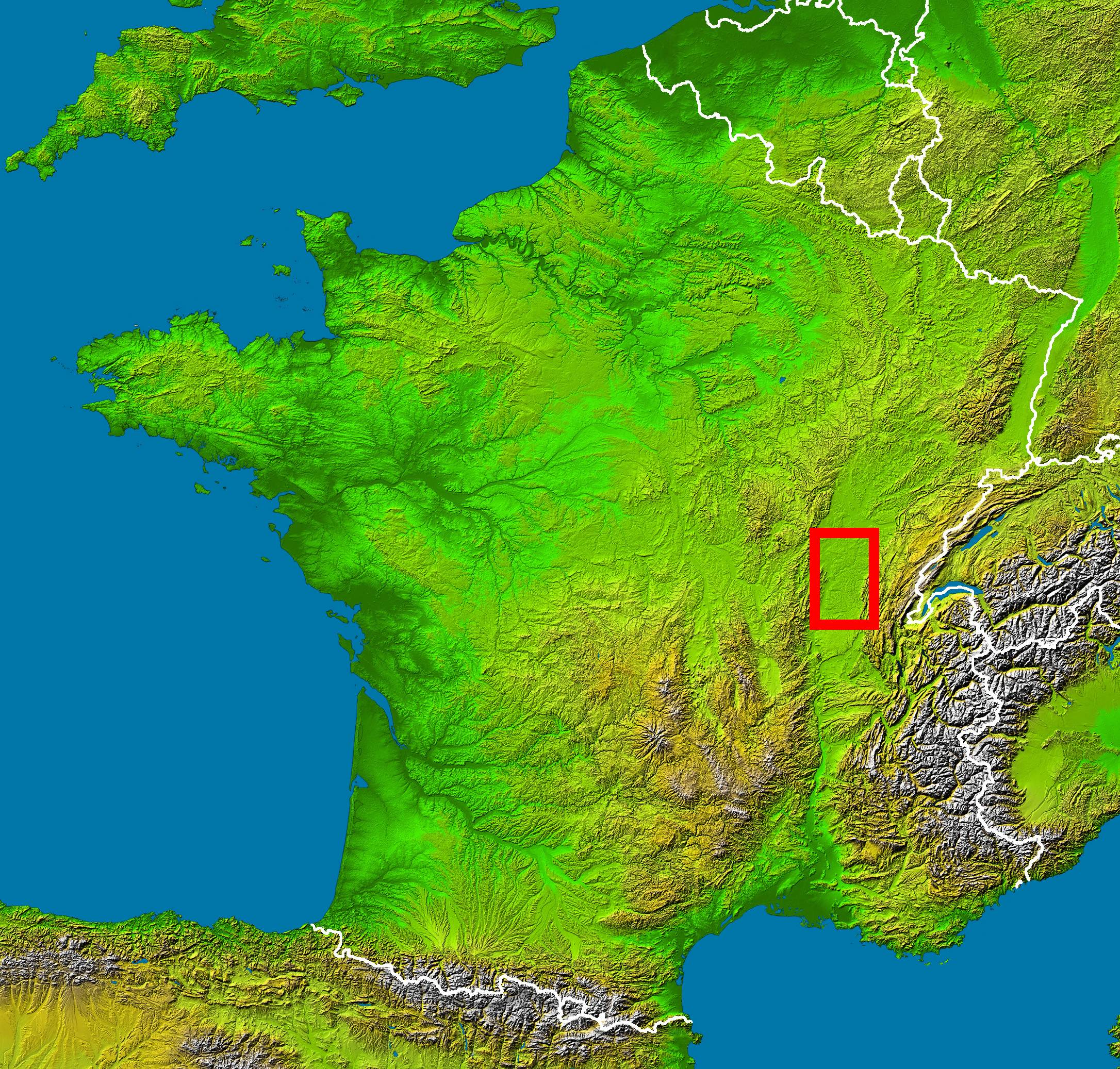
Bresse Fanciaország térképén

Bresse természeti és történelmi régió Franciaország keleti részén, Auvergne-Rhône-Alpes és Burgundia-Franche-Comté régiók határán, nagyrészt Ain és Saône-et-Loire megyében. A dél felé folyó Saône középső folyásától keletre fekvő, enyhén hullámos síkság.
A 13. századtól a Savoyai-házhoz tartozott (rövidebb megszakításokkal), 1601-ben csatolták Franciaországhoz. Legjelentősebb, történelmi városa Bourg-en-Bresse. 

## Földrajza

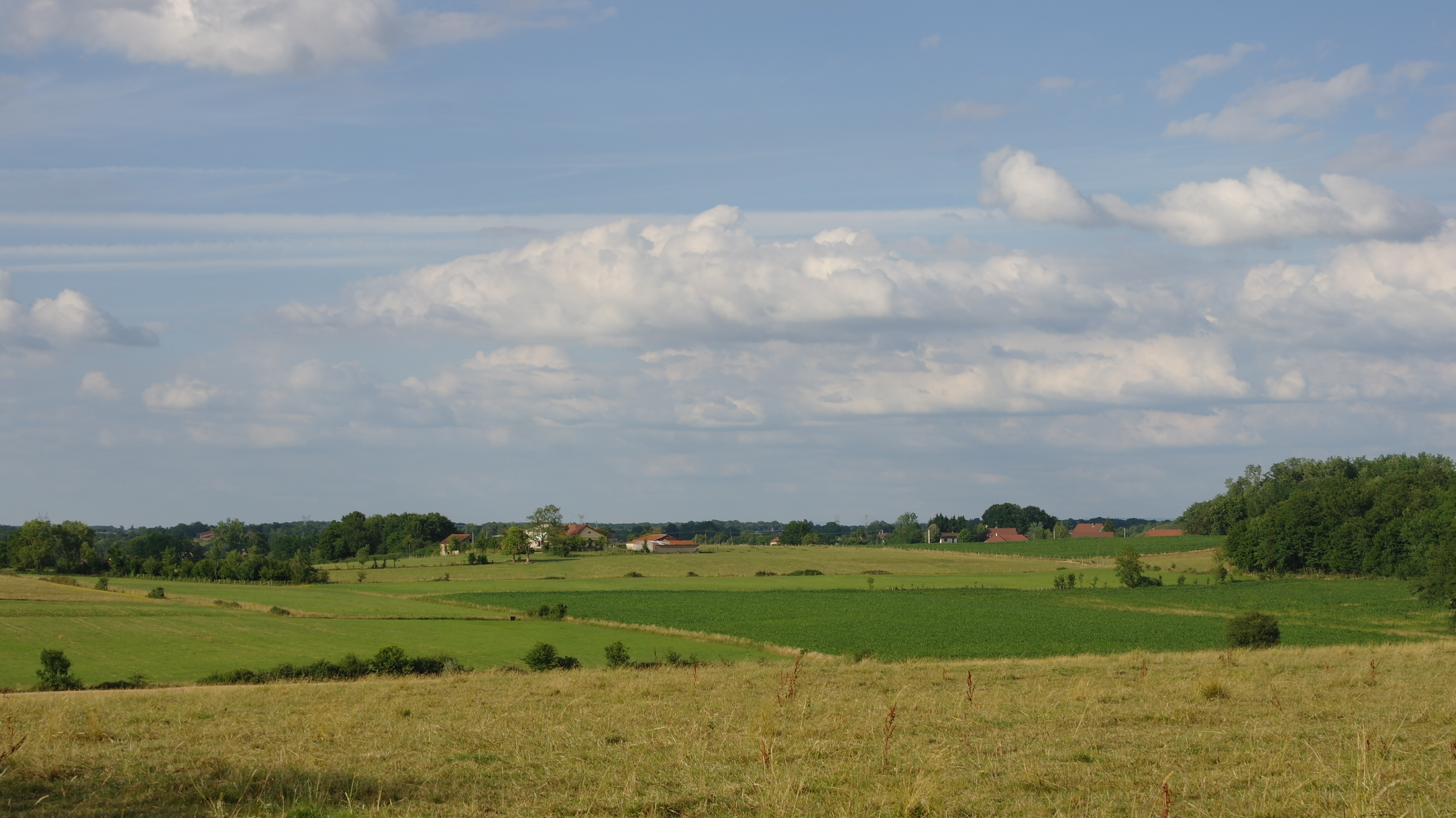
Bresse-i táj (Saône-et-Loire)

Bresse a Saône középső folyása medencéjének keleti részét elfoglaló hullámos síkság, egy észak-déli irányban elnyújtott, körülbelül 100 km hosszú és 40 km széles téglalap alakú területen. Tengerszint feletti magassága 200–300 m. 
Nyugaton a Saône-nak a Doubs torkolata és a Chalaronne torkolata közötti szakasza határolja (mindkettő a Saône bal oldali mellékfolyója). Északon a Doubs alsó folyásáig, keleten a Jura nyugati pereméig terjed. Déli határa bizonytalan, nagyjából a Chalaronne torkolatától kelet felé, a Jura lábánál fekvő Saint-Martin-du-Mont községig húzható képzeletbeli vonal. Attól délre a Dombes-plató terül el.
Közigazgatásilag északi fele Saône-et-Loire megye része (jelentős városa Louhans), ez az ún. burgundi Bresse (Bresse bourguignonne); déli fele pedig, a savoyai Bresse (Bresse savoyarde) Ain megyéhez tartozik (Bourg-en-Bresse várossal), és van egy keskeny sávja Jura megyében is (Bresse jurassienne).
A keletről nyugat felé enyhén lejtő, lapos völgyekkel szabdalt síkság nyugati szélén, a Saône mentén teljesen sík, ahol akár több kilométer széles rétek húzódnak. Bresse tájait megművelt földek, sövényes-cserjés részek (bocage) és erdők váltakozása jellemzi. Felszíni vizei kisesésű, lassú sodrású folyók. A jelentősebbek közül a Reyssouze és a Veyle jellemzően nyugat-északnyugat felé, a Seille azonban inkább délnyugatra tart, és a Saône-ba ömlenek. 

## Története

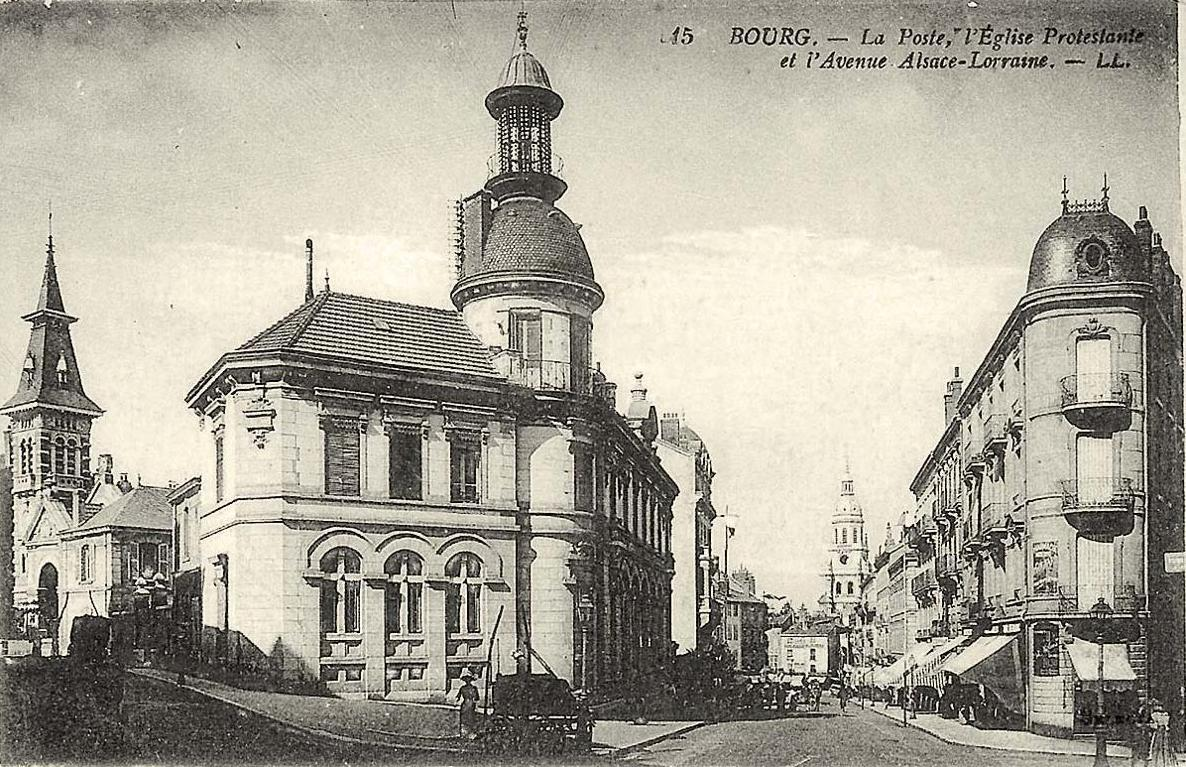
Bourg-en-Bresse (1900-1910)

A galliai római uralom végén, 443-ban a burgundok telepedtek le ezen a vidéken (Sapaudia), majd 534-ben meghódították őket a frank királyok (I. Chlothar frank király és testvére, I. Childebert frank király). A 880. évi ribemont-i szerződés értelmében a terület a Burgundiai Királyság része lett. A középkorban Bresse urai a Coligny- és a Bâgé (Bagey) család tagjai voltak. 1272-ben Sybille de Bagé, a bressei márki egyedüli örököse feleségül ment V. Amadé savoyai herceghez. Hozományként vitte a házasságba azt a területet, amely a mai Ain megye bresse-i területét alkotja, így az a Savoyai-házé lett. Bresse központja addig Bâgé-le-Châtel volt, de később a „főváros” Bourg-ba (Bourg-en-Bresse, Ain megye székhelye) helyeződött át.  
Az itáliai háborúk során, 1536-ban I. Ferenc francia király Bresse-t is elfoglalta. A Spanyolországgal kötött cateau-cambrésis-i békeszerződés (1559) azonban a Savoyai Hercegség helyzetét is rendezte, és Emánuel Filibert savoyai herceg visszakapta örökségét, így Bresse-t és Bugey-t is. Később IV. Henrik francia király ismét meghódította, végül a lyoni békeszerződésben (1601) rendezték a területi vitát: a franciák lemondtak a Saluzzói Őrgrófság iránti igényükről, cserébe megszerezték és végleg a Francia Királysághoz csatolták a Rhône jobb parti, Lyon és Genf közti területeket (Bresse, Bugey, Gex, Valromey). Bresse Burgundia része volt, a forradalom után arrondissement (kerület) lett. További fejlődését részben a területét is érintő Lyon–Genf-vasútvonal megnyitásának (1857) köszönhette.

## Gazdasága

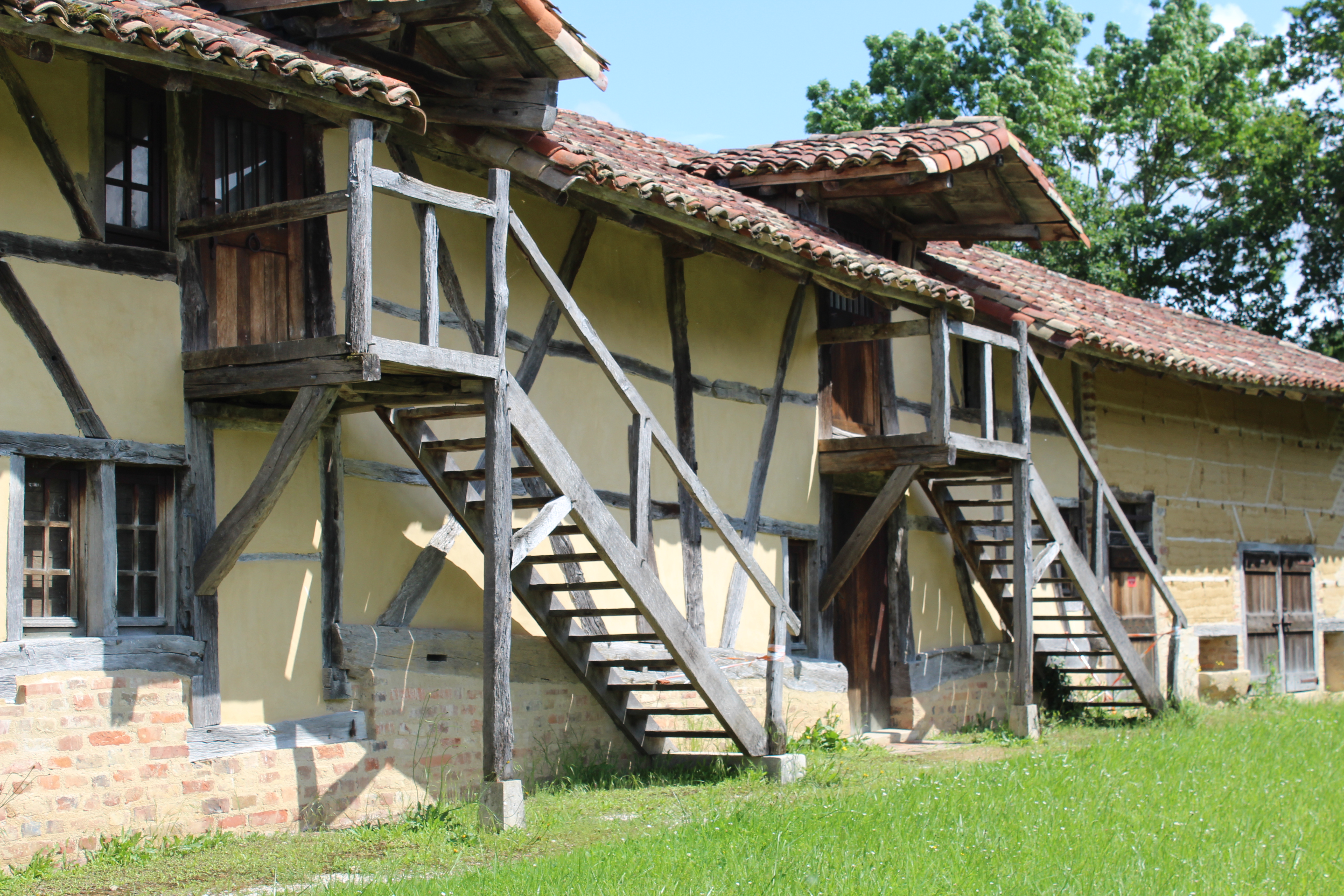
Farm Saint-Cyr-sur-Menthon

Bresse hagyományosan mezőgazdasági régió. Ain megye területének több mint háromnegyedét mezőgazdasági vagy erdőgazdálkodási céllal hasznosítják, habár az utóbbi kevéssé jelentős. A tej- és húsirányú szarvasmarha-tenyésztés, a baromfitenyésztés, a szántóföldi növénytermesztés (kukorica, búza, árpa stb.) és a kertészet a mezőgazdaság fő ágazatai. A baromfitenyésztés híres fajtája, a  bresse-i tyúk – Bresse egész területére érvényesen – eredetvédettséget élvez.
Az északi, burgundi Bresse mezőgazdaságilag hasznosítható területének kb. 65%-a áll művelés alatt, 35%-a pedig gyepterület. A 21. század elején újabb nagy területeket vontak művelés alá. Különösen a gabona (búza, kukorica) és az olajrepce vetésterülete nőtt, a gyepek területe csökkent. Vezető ágazatok: a tejirányú állattenyésztés, a tejfeldolgozás és a növénytermesztés.